# فرودگاه لانگ سمادو
فرودگاه لانگ سمادو (به انگلیسی: Long Semado Airport) (به زبان بومی: Lapangan Terbang Long Semado) یک فرودگاه همگانی با کد یاتا LSM است . این فرودگاه در کشور مالزی قرار دارد و در ارتفاع ۶۵۵ متری از سطح دریا واقع شده است.